# Caquetá megye
Caquetá Kolumbia egyik megyéje. A nagy területű megye az ország déli részén terül el. Székhelye Florencia.

## Földrajz
Az ország déli részén elterülő megye nyugaton Cauca, északnyugaton Huila, északon Meta és Guaviare, keleten Vaupés, délen pedig Amazonas és Putumayo megyékkel határos. Ez utóbbival 665 km hosszan a megye névadója, a Caquetá folyó alkotja a határt. A megye északnyugati része magas hegyvidék, többi része viszont alacsonyabb fekvésű.

## Gazdaság
Legfontosabb termesztett növényei a banán, a manióka, a cukornád, a kukorica és a rizs. Az arazá nevű gyümölcsből itt termelik az országos mennyiség 65%-át.

## Népesség
Ahogy egész Kolumbiában, a népesség növekedése Caquetá megyében is gyors, ezt szemlélteti az alábbi táblázat:
| Év             | Lakosság |
| -------------- | -------- |
| 1985           | 264 507  |
| 1993           | 311 464  |
| 2005           | 420 337  |
| 2012 (becsült) | 465 487  |